# Râle vergeté
Rallicula leucospila
Espèce
Statut de conservation UICN

 LC  : Préoccupation mineure
Le Râle vergeté (Rallicula leucospila) est une espèce d'oiseaux de la famille des Rallidae.

## Répartition
Cet oiseau est endémique de Nouvelle-Guinée occidentale.